# Kadonnut puutarha
Kadonnut puutarha  (рус. «Затерянный сад») — третий студийный альбом финской поп-рок-группы Indica, выпущенный в 2007 году.

## Список композиций
1. Viimeinen jyvä — 2:45
2. Linnansa vanki — 3:35
3. Ikävänkantaja — 4:08
4. Ulkona — 4:05
5. Nukkuu kedolla — 4:25
6. Noita — 4:09
7. Pahan tarha — 4:06
8. Äänet — 3:27
9. Mykkä — 2:51
10. Unten laiva — 3:51
11. Helmet — 4:49

## Видеоклипы
- Linnansa vanki

## Участники записи
- Йоханна «Йонсу» Саломаа — вокал, скрипка, гитара, клавишные
- Хейни — бас-гитара, бэк-вокал
- Сиркку — клавишные, кларнет, бэк-вокал
- Енни — гитара, бэк-вокал
- Лаура — ударные